# Ratpenat nasofoliat de les Filipines
El ratpenat nasofoliat de les Filipines (Hipposideros obscurus) és una espècie de ratpenat de la família dels hiposidèrids. Viu de forma endèmica a les Filipines. El seu hàbitat natural són els boscos de terres baixes. No hi ha cap amenaça significativa per a la supervivència d'aquesta espècie, tot i que està afectada per la desforestació.